# Tonibler
Tonibler ist ein albanischer männlicher Vorname.
Er ist abgeleitet von „Tony Blair“, also vom Namen des Premierministers des Vereinigten Königreichs, der 1999 entschieden für das Eingreifen der NATO im Kosovokrieg eintrat.